# شريط رياضي لاصق

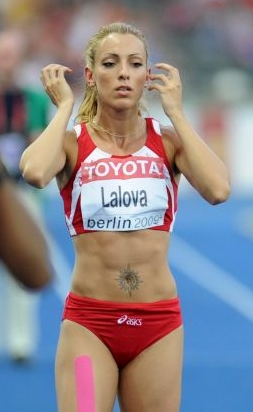
لصق علاجي على إيفيت لالوفا

استخدام الأشرطة المطاطية اللاصقة للرياضة هو عملية تطبيق الشريط اللاصق مباشرة على الجلد من أجل الحفاظ على وضع مستقر للعظام والعضلات أثناء النشاط الرياضي.
بصفة عامة هو إجراء يستخدم فيه الشريط لتثبيت العضلات أو العظام في مكان معين بغرض التقليل من الألم أثناء الحركة فهو عادة ما يستخدم في المساعدة في التعافي من الإصابات الرياضية وغيرها.
الأهداف العامة من الأشرطة اللاصقة للرياضيين: تقييد لحركة مفصل المصاب، ضغط الأنسجة للحد من التورم، دعم المفاصل وتوظيفها بمثابة جبيرة أو دعامة أو ضماد، حماية المفصل المصاب من إعادة الإصابة، وأخيرا حماية الجزء المصاب ومساعدته في عملية الشفاء.

## دور الأشرطة اللاصقة
الأشرطة اللاصقة لها العديد من الأدوار مثل دعم أربطة المفاصل غير المستقرة عن طريق الحد من الاستخدام المفرط أو غير الطبيعي لمدى الحركة. الأشرطة اللاصقة أيضًا لها دور في تعزيز المستقبلات الحسية للمفصل. وأخيرا يمكن للأشرطة اللاصقة أن تدعم المفاصل عن طريق الضغط والحد من الحركة مثل الضمادات والجبائر.

## المزايا
- الوقاية من الإصابات: الأشرطة اللاصقة معترف بها بين الرياضيين وتعتبر واحدة من أفضل التدابير الوقائية للحد من إصابات الملاعب.[2][3][4][5] هذه الإصابات غالبا ما تحدث نتيجة العوامل الخارجية مثل الاصطدام مع لاعبين آخرين أو المعدات. وقد تبين أيضًا أن لها دور في التقليل من شدة الإصابات، وكذلك منع حدوثها في معظم الألعاب الرياضية.[6][7]
- إدارة الإصابات: غالبا ما يتم تطبيق الأشرطة اللاصقة للتخفيف من أعراض الإصابات المزمنة مثل متلازمة الإجهاد لعظام الساق (أو جبائر الساق)، متلازمة الرضفة-الفخذ متلازمة أصبع القدم.[8][9][10] يمكن تطبيق الأشرطة اللاصقة لتخفيف أعراض الألم أو الالتهاب بواسطة التلصيق على طول العصب أو الأنسجة الملتهبة في المنطقة.[11][12]

بعض من فوائد استخدام الأشرطة اللاصقة في ما بعد الإصابات ما يلي:
1. تحقيق الاستقرار ودعم المفاصل بعد إصابة العضلات أو الأربطة
2. مساعدة الرياضي في العودة إلى النشاط بعد الإصابات الطفيفة
3. المنع والحد من الضرر على المنطقة المصابة
4. الحفاظ على ميكانيكا الجسم السليمة خلال أي نشاط رياضي
5. منع الضرر العصبي العضلي
6. التقليل من الضغط والإجهاد على المنطقة أثناء النشاط.[13]

## العيوب
- الاستخدام غير الصحيح للأشرطة اللاصقة قد يؤدي إلى تقرحات أو إصابات بالمستقبل.
- يبدأ الشريط اللاصق بالتزحزح بعد النشاط والحركة.[14]
- ضعف التفسير الفسيولوجي لاستخدامها
- تعتبر مكلفة، خصوصا عند الحاجة إليها في كثير من الأحيان.

## الأساليب
هناك مجموعة من القواعد والأساليب لتطبيق الأشرطة اللاصقة المستخدمة من قبل المدربين المهنيين الصحيين. وهناك بعض القواعد الأساسية المتبعة.
1. إعداد الجلد: إزالة الشعر وتنظيف البشرة.[16]
2. ميكانيكا الجسم للرياضي: يجب أن يكون الرياضي بوضعية جسم صحيحة أثناء وضع اللصق.
3. ميكانيكا الجسم للمدرب: يجب أن يكون الرياضي على ارتفاع مريح.
4. تطبيق الأشرطة اللاصقة: يجب تلصيق الشريط على منطقة جافة نظيفة من أجل منع انزلاقه. كما يجب مراعاة مايلي عند وضع اللصق: عدم الضغط على الدورة الدموية أو حركة العضلات، مقدار شد الشريط واتجاهه، الاختيار الصحيح لنوع الشريط المستخدم.
5. إزالة: ينبغي القيام بإزالة الأشرطة اللاصقة بعد النشاط الرياضي بمقص خاص والتأكد من عدم وجود أي بقايا من الشريط على الجلد.

## قائمة من التطبيقات

### الأطراف العلوية
- الكتف بما في ذلك الذراع
- الصدر
- الكوع
- المعصم بما في ذلك الإبهام
- الأصابع بما في ذلك إبهام القدم

### الأطراف السفلية
- الفخذ
- الركبة
- كعب أخيل
- الكاحل
- القدم
- الأصابع بما في ذلك إبهام القدم

## البدائل
يمكن استخدامه الجبائر والدعامات بدلا أو مع الأشرطة اللاصقة لتحقيق استقرار أكبر في المنطقة المتضررة. بالرغم من أن الدعامات قد تحد من النشاط العضلي والمدى الحركي للمفصل.

## أنواع الأشرطة اللاصقة
معيار خصائص الأشرطة اللاصقة كما يلي:
- عدد الخيوط العمودية والأفقية لكل بوصة مربعة. تتراوح هذه الخيوط من 120 إلى 150 لكل بوصة مربعة. كلما ارتفعت عدد الخيوط صارت الجودة أعلى.
- قوة الشد: ارتفاع قوة الشد للشريط اللاصق أفضل في الالتصاق، أسهل في الإزالة، أطول في البقاء، وأكثر تكلفة.
- التركيب: مصنع من قطن طبيعي أو صناعي
- الملمس: كلما زادت صلابة الملمس كان وفر دعما قويا للمفاصل وقلل من الحركة.
- بطانة الشريط: توجد أنواع مختلفة للنسيج وأفضلها الذي يسمح للجلد بالتنفس، وتشمل الأمثلة إيبرفيكس (بالإنجليزية: Hyperfix)‏ أو أوندورا (بالإنجليزية: Endura)‏ إلخ.
- مرونة الشريط:الشريط المرن عندما يتم تطبيقه يتيح للبشرة التنفس ونقل الرطوبة ويعتمد كما ذكرنا آنفا على نوع المادة المستخدمة، ومن أمثلة ذلك التينسوبلاست (بالإنجليزية: Tensoplast)‏ والإيلاستيكون (بالإنجليزية: Elastikon)‏ إلخ.
- الالتصاق: لايوجد غراء مستخدام ضمن المواد المصنعة للشريط
- حركي: مثبت على الجلد وليس عرضة للانزلاق والتزحزح أثناء الحركة، يستخدم من قبل الرياضيين بشكل كبير مقارنة بغيرهم [17]

## المواد
- رذاذ لاصق جاف
- مقص
- المقصات المساعدة في حالات الطوارئ
- مزيل الشريط
- شاش
- دعامات للأصابع والكعب
- أشرطة لاصقة[18]